# Checkpoint Charlie

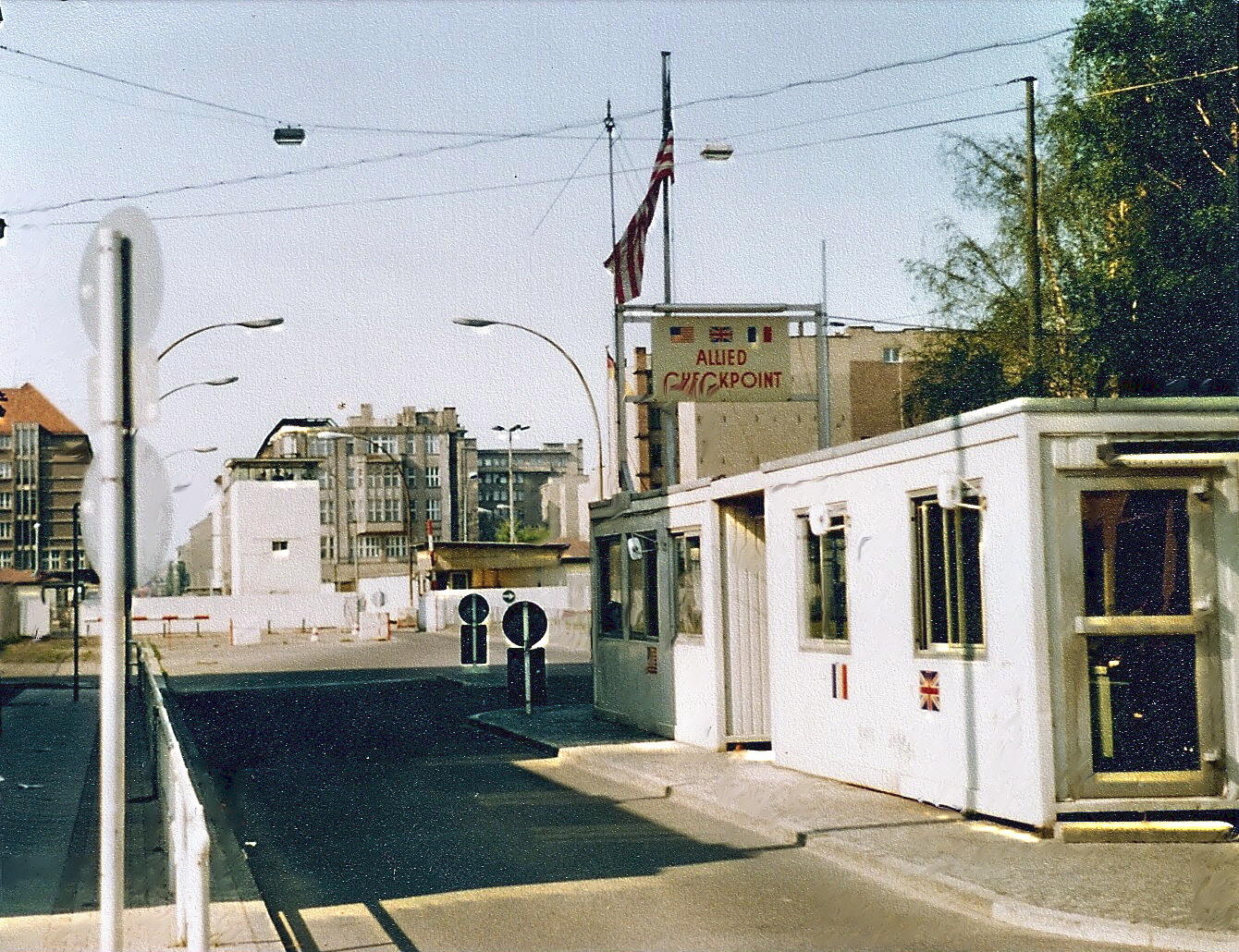
Alliierte Kontrollstelle Checkpoint Charlie, im Hintergrund die Grenzübergangsstelle Friedrichstraße auf Ost-Berliner Seite, 1982

Der Checkpoint Charlie war einer der Berliner Grenzübergänge durch die Berliner Mauer zwischen 1961 und 1990. Er verband in der Friedrichstraße zwischen Zimmerstraße und Kochstraße (beim gleichnamigen U-Bahnhof) den sowjetischen mit dem amerikanischen Sektor und damit den Ost-Berliner Bezirk Mitte mit dem West-Berliner Bezirk Kreuzberg. Der Kontrollpunkt wurde im August/September 1961 infolge des Mauerbaus von den West-Alliierten eingerichtet, um den Angehörigen ihres Militärpersonals weiterhin das Überschreiten der Sektorengrenze zu ermöglichen, wobei sie registriert und belehrt wurden.

## Alliierter Kontrollpunkt

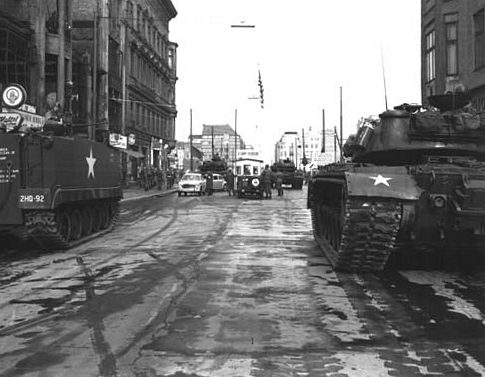
Konfrontation sowjetischer und amerikanischer Panzer am Checkpoint Charlie, 27. Oktober 1961

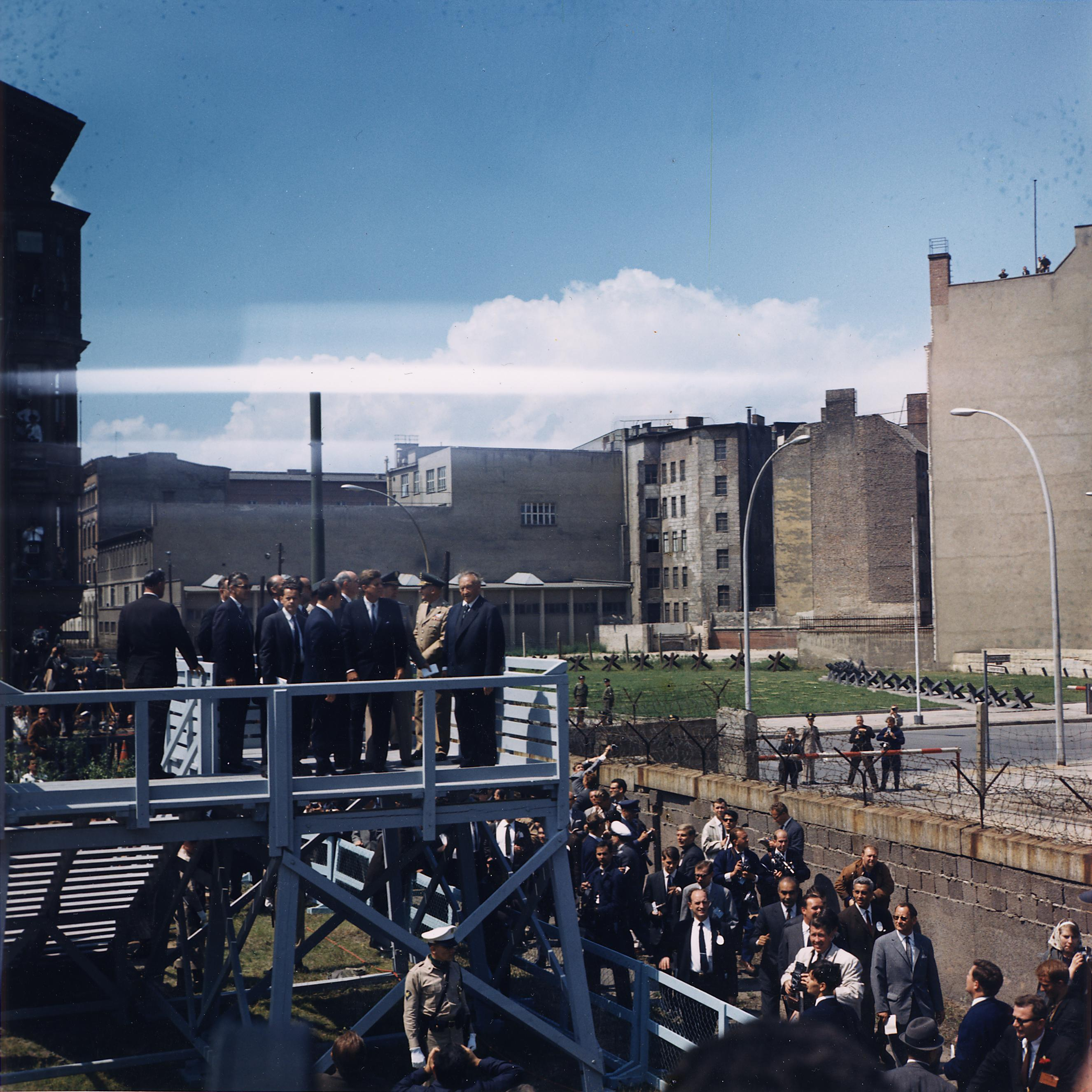
US-Präsident John F. Kennedy und Bundeskanzler Konrad Adenauer auf der Aussichtsplattform, 26. Juni 1963

Auf Ost-Berliner Seite ließen die Grenztruppen der DDR neben den in Berlin Freizügigkeit genießenden alliierten Militärangehörigen und Diplomaten, wozu auch Mitarbeiter der Ständigen Vertretung der Bundesrepublik Deutschland bei der DDR gehörten, ohne Kontrolle, sowie nach Kontrolle auch Ausländer und Funktionäre der DDR passieren. Auch der in West-Berlin wohnende Intendant der Komischen Oper Walter Felsenstein nutzte als österreichischer Staatsbürger diesen Grenzübergang.
Auf West-Berliner Seite konnten alle Besucher den Checkpoint, wie bei den Berliner Sektorenübergängen allgemein üblich, ohne jede Kontrolle oder Registrierung passieren.
Er war einer der drei durch die Amerikaner genutzten alliierten Kontrollpunkte, die ihn nach dem dritten Buchstaben im Alphabet, ‚C‘, gemäß dem internationalen Buchstabieralphabet „Charlie“ nannten. Checkpoint Alpha hieß dementsprechend der Kontrollpunkt am Grenzübergang Helmstedt-Marienborn an der heutigen Bundesautobahn 2, der zwar in der Britischen Zone lag, aber wegen der kürzesten Autobahnverbindung nach West-Berlin (168 km) von den drei Westalliierten fast ausschließlich benutzt und auch gemeinsam verwaltet wurde. Der Checkpoint Bravo war die amerikanische Seite des Kontrollpunktes Dreilinden, der 1969 nach Drewitz an der heutigen A 115 verlegt wurde.
Als Folge des Versuchs der SED-Führung, alliierte Rechte der Westmächte in Berlin einzuschränken, standen sich am 27. Oktober 1961 sowjetische und amerikanische Panzer gefechtsbereit gegenüber. Heute weiß man, dass die Kommandeure beider Seiten den Befehl hatten, ihre Panzer notfalls einzusetzen. Im November 1961 reagierten die Vereinigten Staaten auf die neuere Berlinkrise mit der Operation Stair Step. Dabei wurden über 200 Kampfflugzeuge aus den Vereinigten Staaten über Kanada und die Azoren nach Frankreich verlegt und kehrten erst im August 1962 wieder in die Vereinigten Staaten zurück.
Der Checkpoint war Schauplatz spektakulärer Fluchten aus der DDR. In unmittelbarer Nähe kam der Flüchtling Peter Fechter um, er wurde von mehreren Schüssen eines DDR-Grenzers getroffen und verblutete am 17. August 1962 vor den Augen westlicher Beobachter. Der Volkspolizist Burkhard Niering nahm 1974 einen Passkontrolleur als Geisel und wurde bei dem folgenden Fluchtversuch erschossen. Am 29. August 1986 durchbrachen drei DDR-Bürger mit einem 7,5-t-Kieslaster erfolgreich die Grenzsperren. Hans-Peter Spitzner aus Karl-Marx-Stadt war der letzte Flüchtling vom Checkpoint Charlie. Am 18. August 1989 überwand er die Grenze mit seiner Tochter im Kofferraum eines Alliiertenfahrzeugs.
Unmittelbar an der Grenzmauer wurde auf West-Berliner Seite eine Aussichtsplattform errichtet, von der aus der Todesstreifen und die Grenzübergangsstelle auf Ost-Berliner Seite einsehbar waren. Noch vor der deutschen Wiedervereinigung wurde am 22. Juni 1990 der Kontrollpunkt im Rahmen einer Gedenkfeier abgebaut. Er ist heute im Berliner AlliiertenMuseum zu besichtigen.

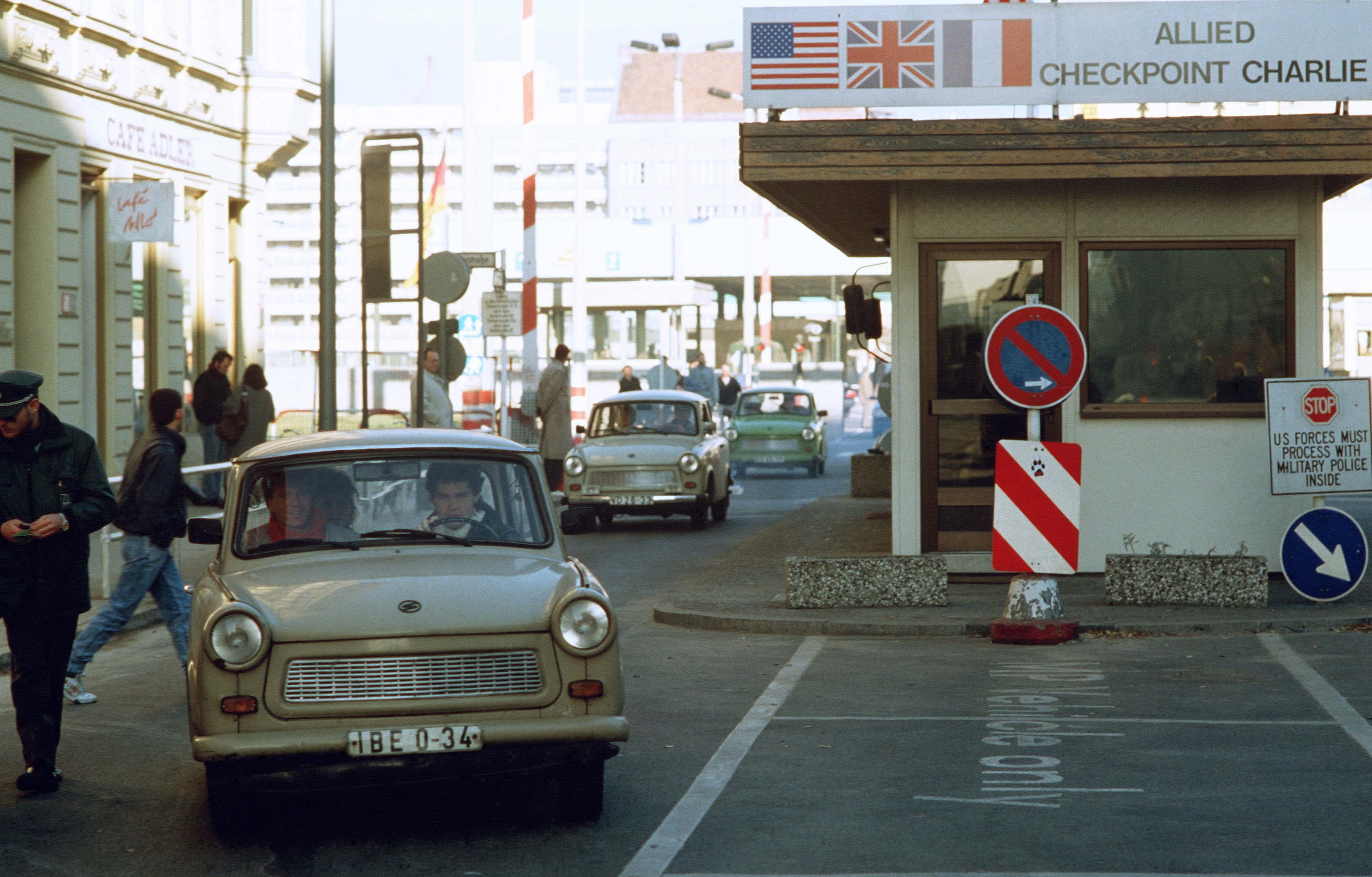
Amerikanische Kontrollstelle Checkpoint Charlie, 14. November 1989
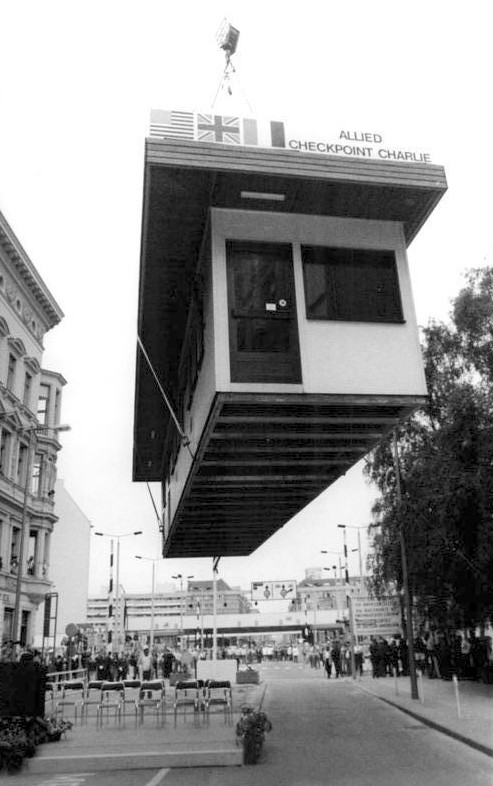
Abtransport der Kontrollbaracke, 1990
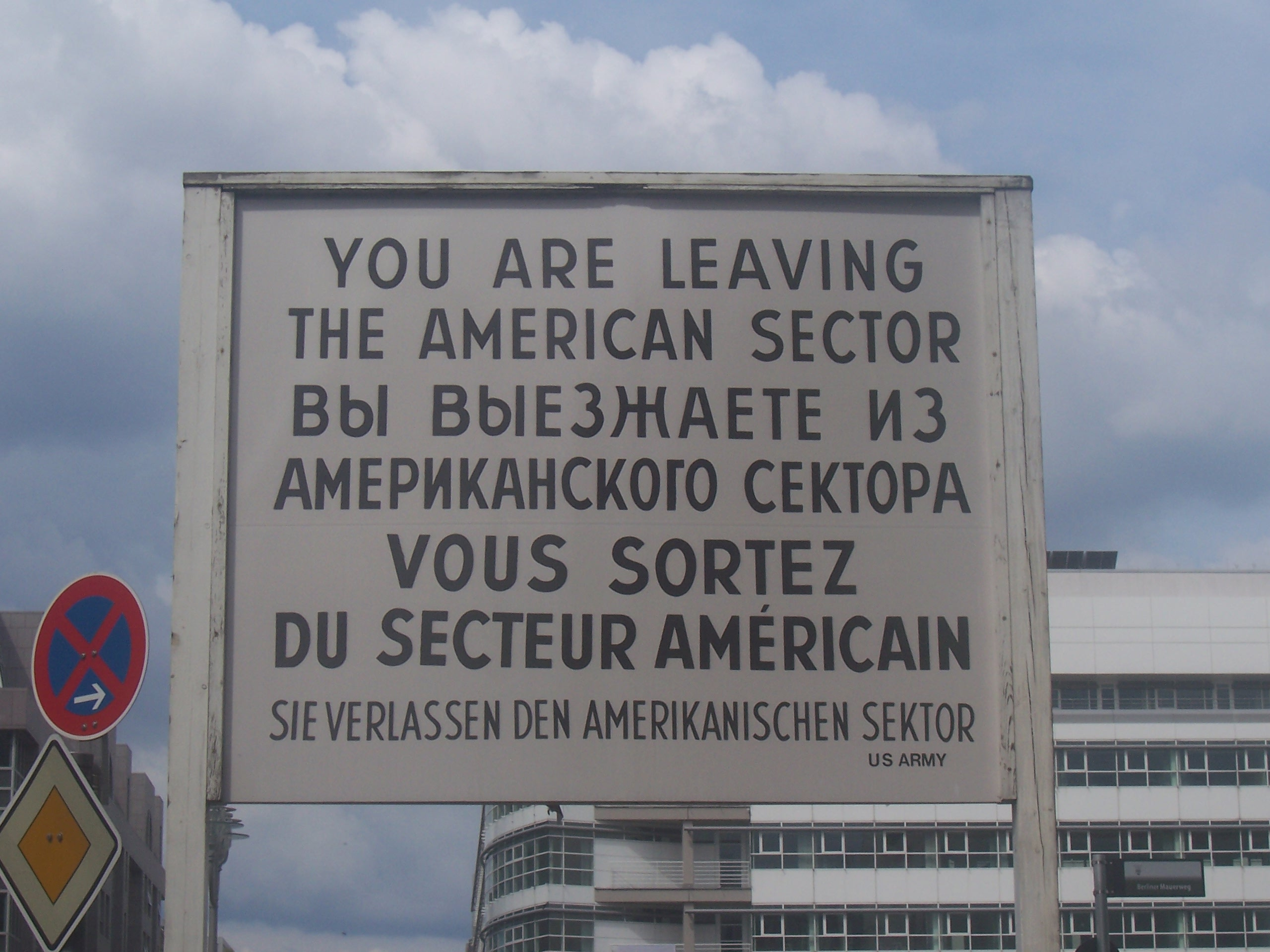
Replikat des Hinweisschildes zum Verlassen des ehemaligen Amerikanischen Sektors, 2005

## Grenzübergangsstelle Friedrichstraße
Auf Ost-Berliner Seite wurde als Pendant die Grenzübergangsstelle Friedrichstraße (GÜSt Friedrichstraße/Zimmerstraße) eingerichtet, die wiederholt verändert und ausgebaut wurde. Der erste befestigte Ausbau, der hauptsächlich auf die Abriegelung und Sicherung der Sektorengrenze zielte, erfolgte im Spätsommer und Herbst 1961, im Laufe der 1960er Jahre folgte der flächige Ausbau mit Bauten, die der Kontrolle des Ein- und Ausreiseverkehrs dienten. In der Mitte der Friedrichstraße wurde unmittelbar an der Sektorengrenze ein Kommandoturm errichtet. In den Jahren 1984/1985 erfolgte eine aufwändige, vollständige Neugestaltung aller baulichen Anlagen mit Kontrolltürmen an der Grenzlinie sowie ausgedehnten Hallenbauten über den Kontrollbauten.
Die Bediensteten der GÜSt trugen zwar Uniformen der Grenztruppen der DDR, waren aber Angehörige des Ministeriums für Staatssicherheit (MfS).

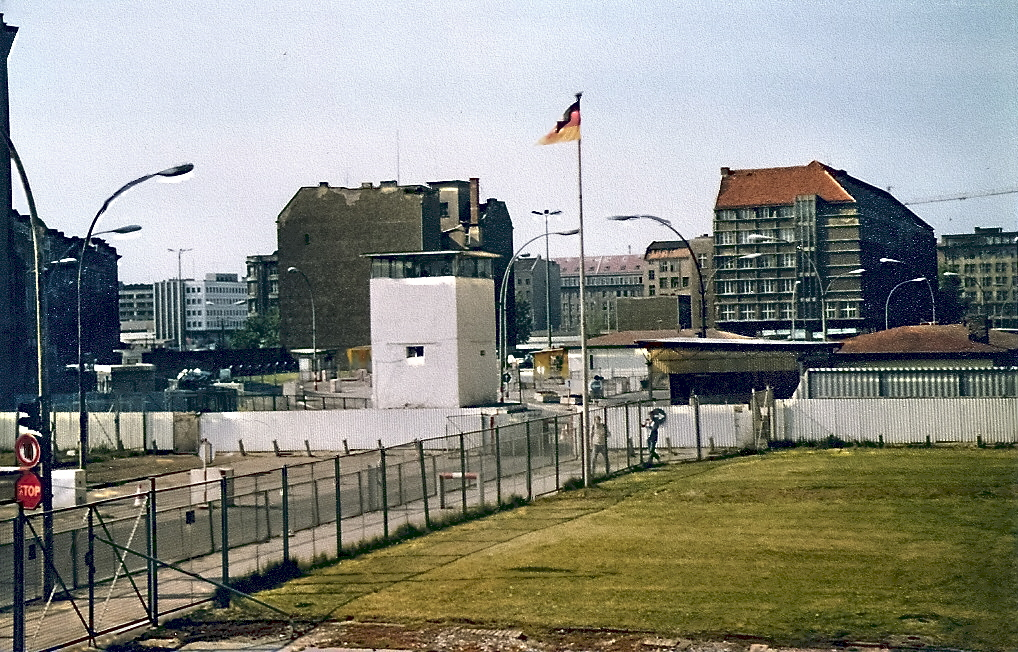
Grenzübergangsstelle mit Kommandoturm auf Ost-Berliner Seite, 1982
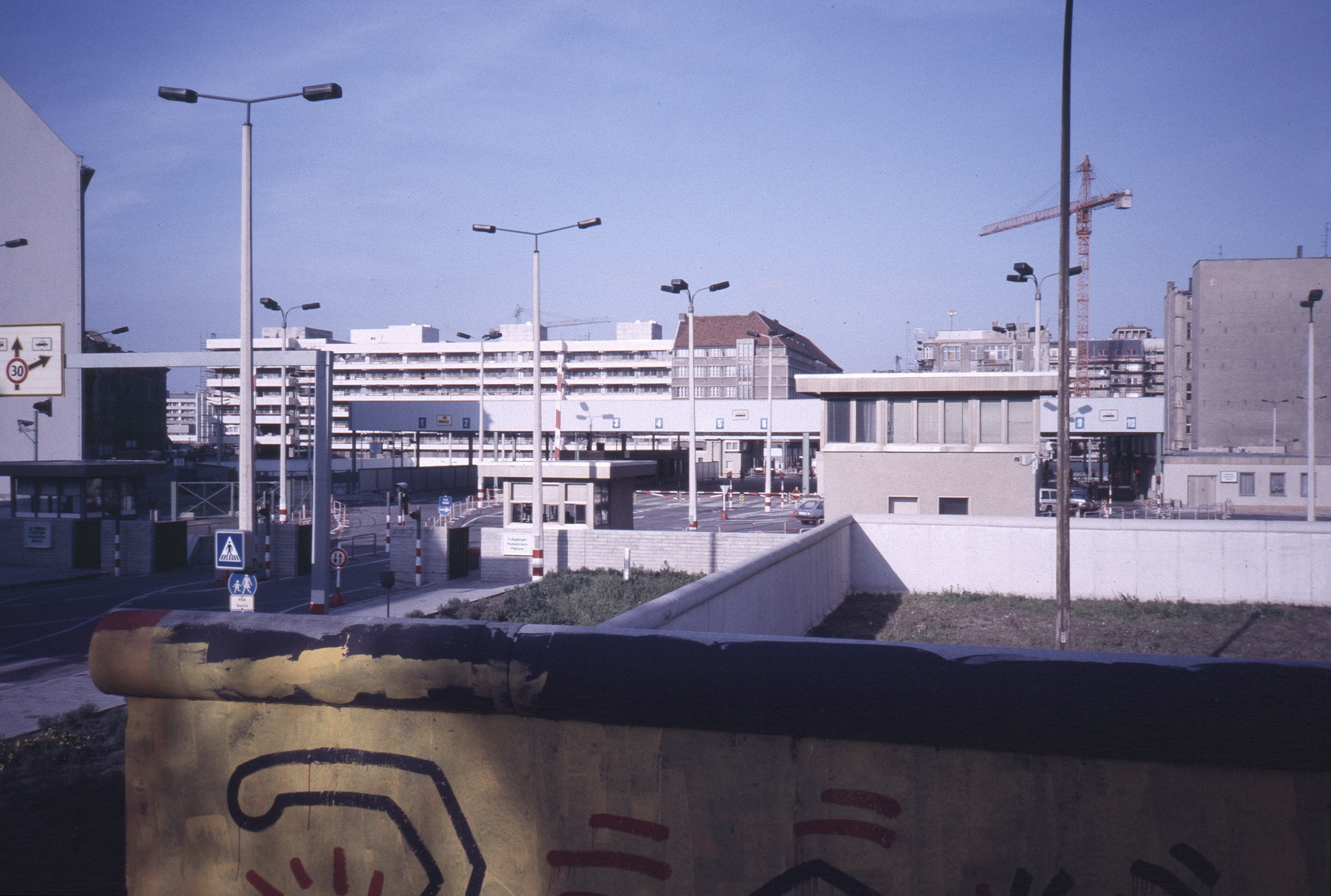
Mauer und Grenzübergangsstelle Friedrichstraße, 1986
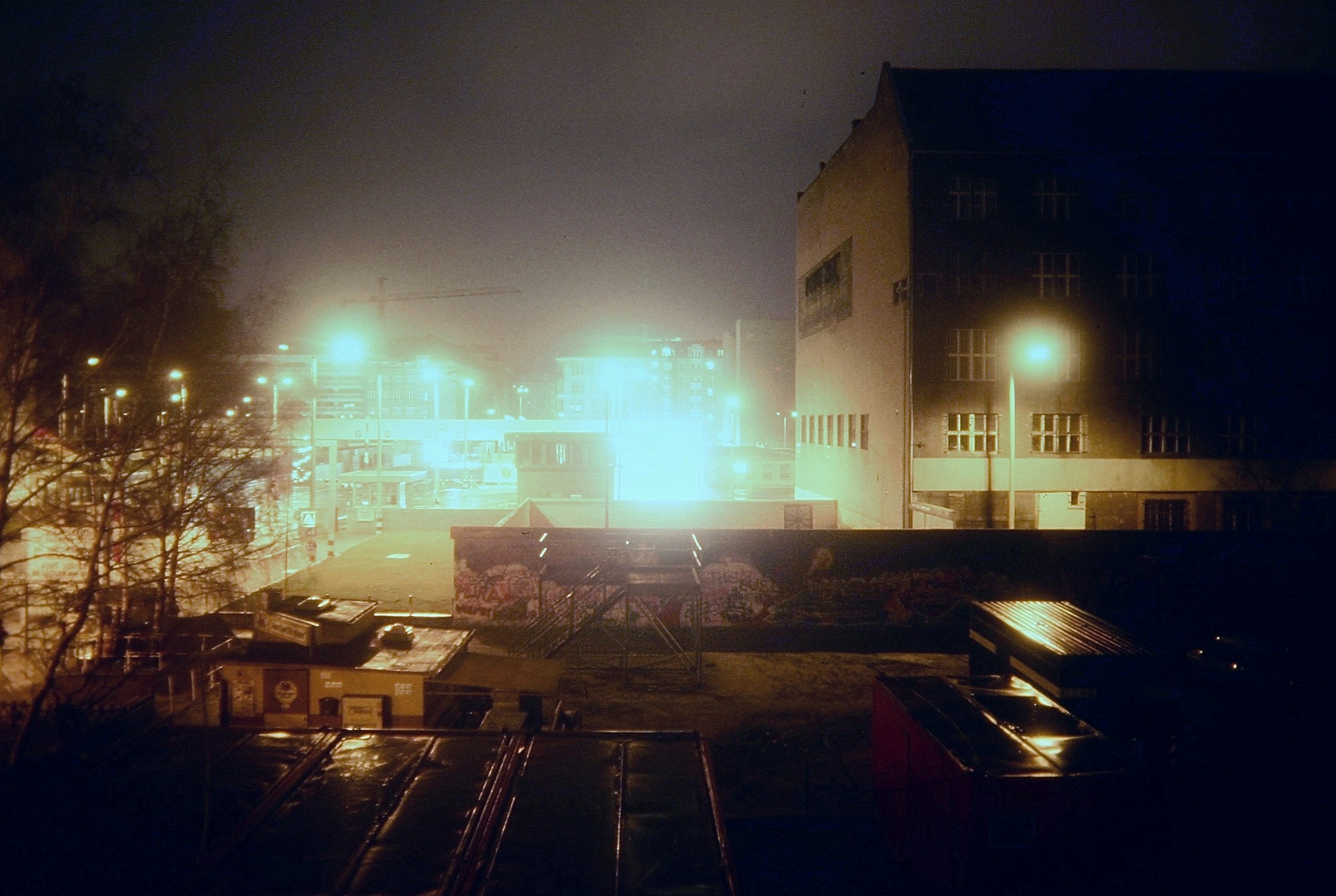
Nachtbeleuchtung von Mauer und Grenzübergangsstelle Friedrichstraße, 1988

## Zustand im 21. Jahrhundert
Das Gelände des ehemaligen Checkpoint Charlie zählt heute zu den bekanntesten Sehenswürdigkeiten Berlins. Am 13. August 2000 wurde eine originalgetreue Nachbildung der ersten Kontrollbaracke enthüllt. Die aufgestapelten Sandsäcke sind mit Beton statt Sand gefüllt. Auf der Zimmerstraße erinnert, wie in anderen Teilen von Berlin-Mitte, eine Doppelreihe aus Pflastersteinen an den Verlauf der Berliner Mauer.
Auf dem Teilbereich nördlich der Mauerstraße entwickelte Ronald Lauder in den 1990er Jahren die Idee eines American Business Centers. Von den geplanten fünf Gebäuden wurden drei errichtet, darunter das Philip-Johnson-Haus.

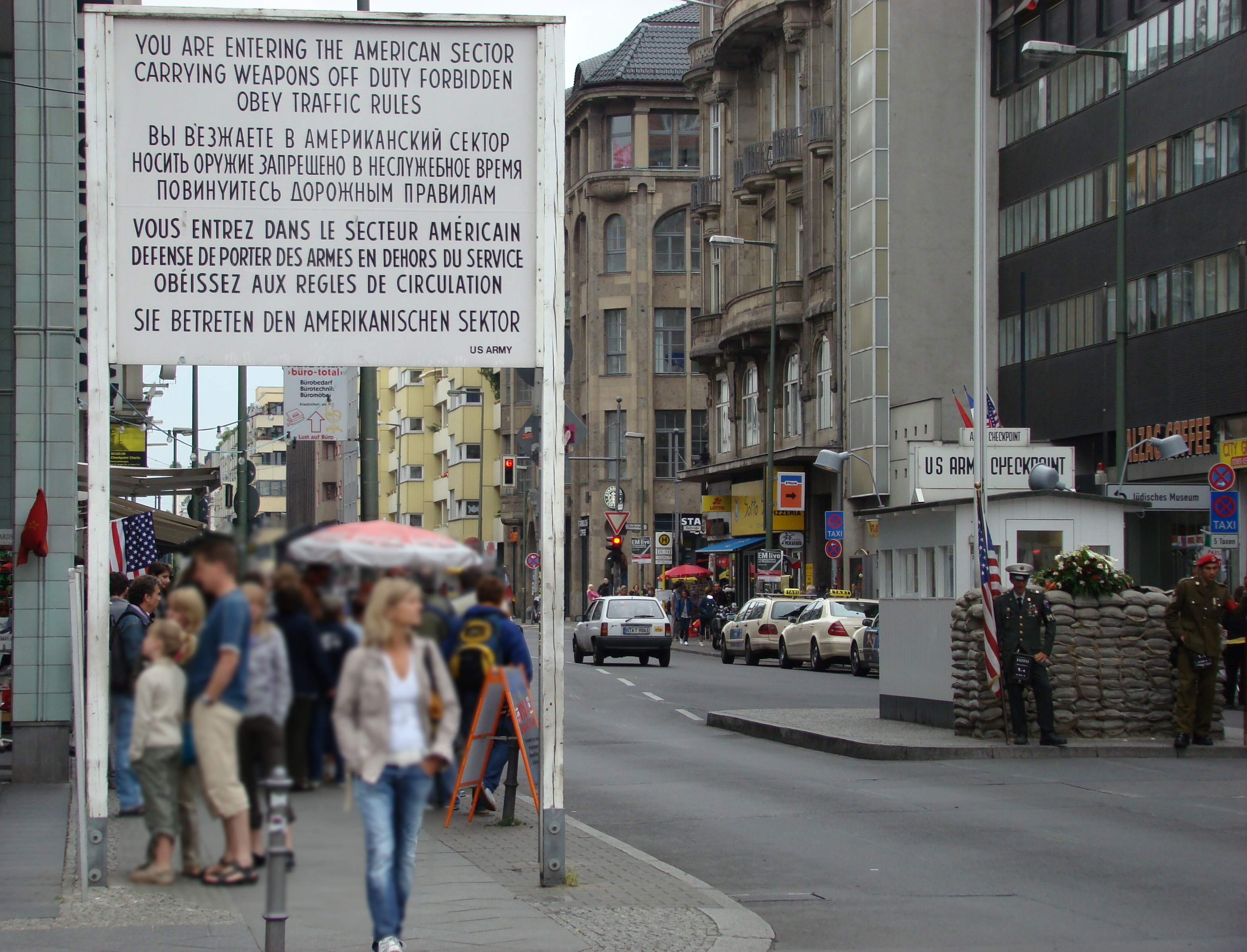
Blick vom ehemaligen Grenzstreifen aus in Richtung Süden mit Schauspielern in Uniform vor dem Nachbau der Kontrollbaracke, 2008
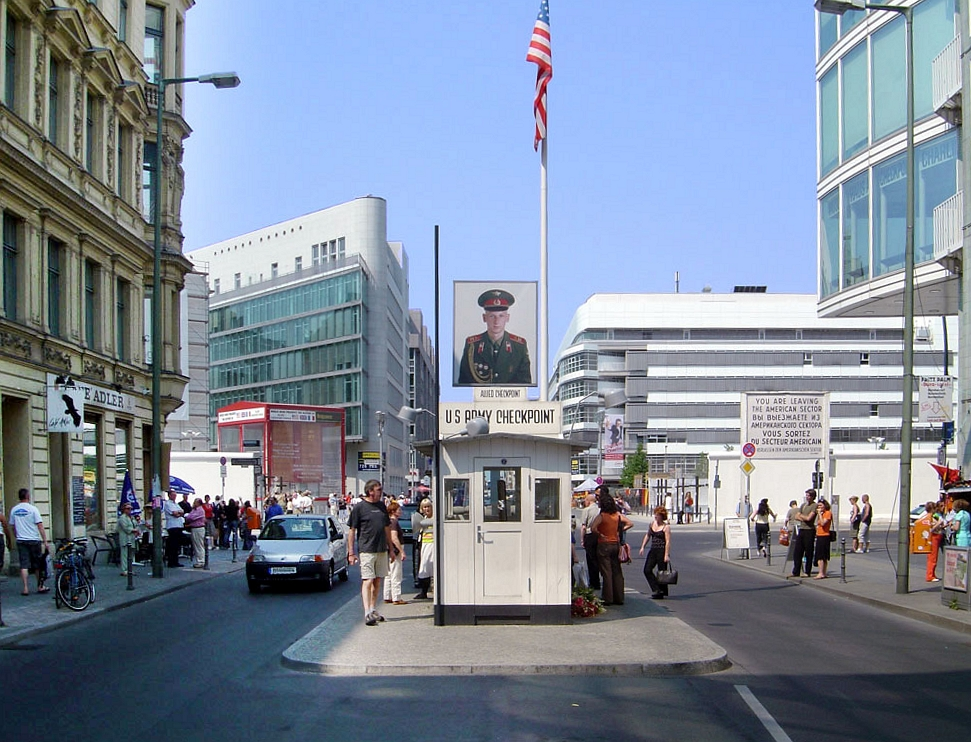
Checkpoint Charlie in Blickrichtung Norden, 2005
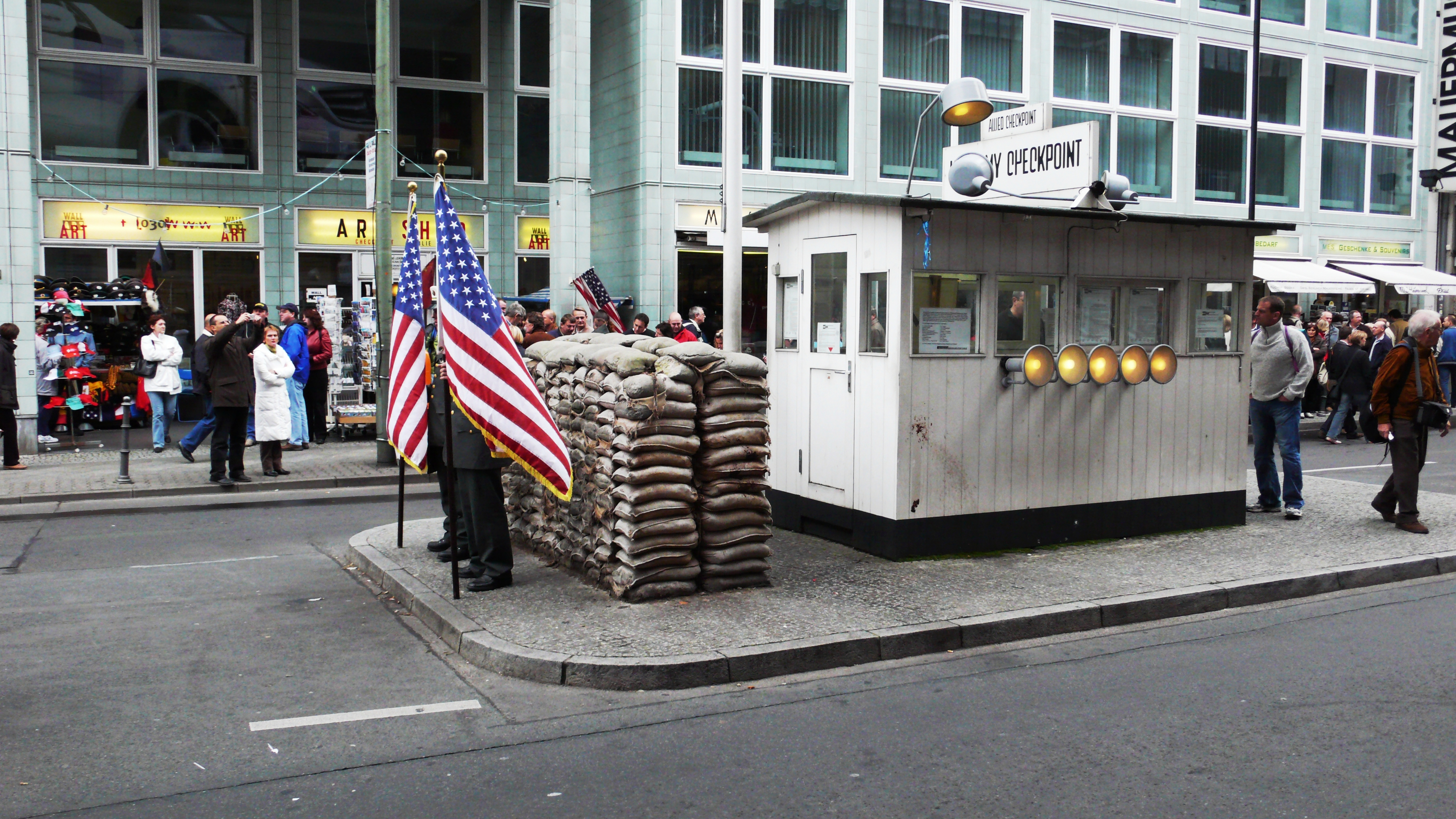
Nachbildung der ersten amerikanischen Kontrollbaracke, 2007
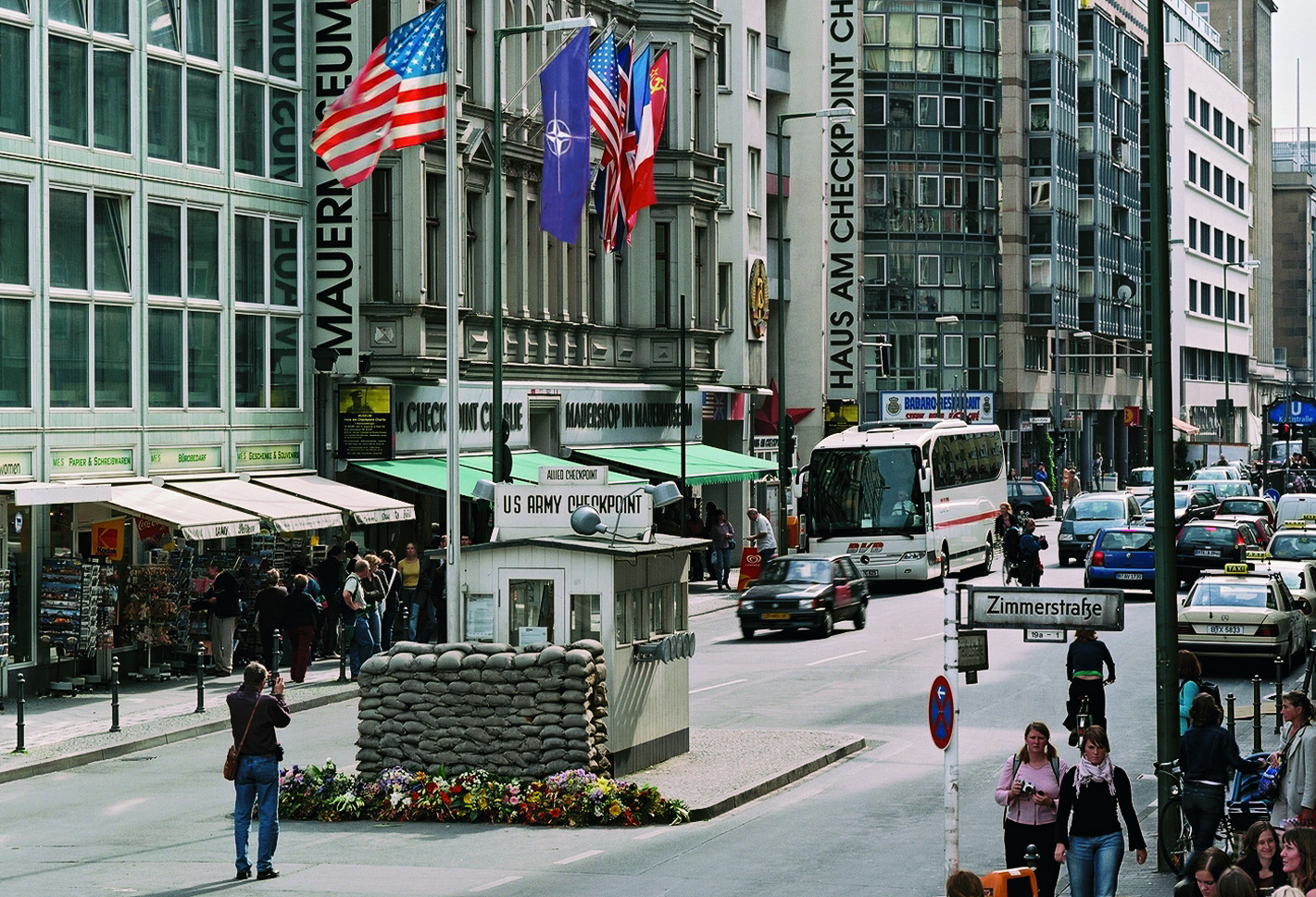
Alliiertes Kontrollhäuschen und Mauermuseum im Hintergrund, 2009

## Mauermuseum

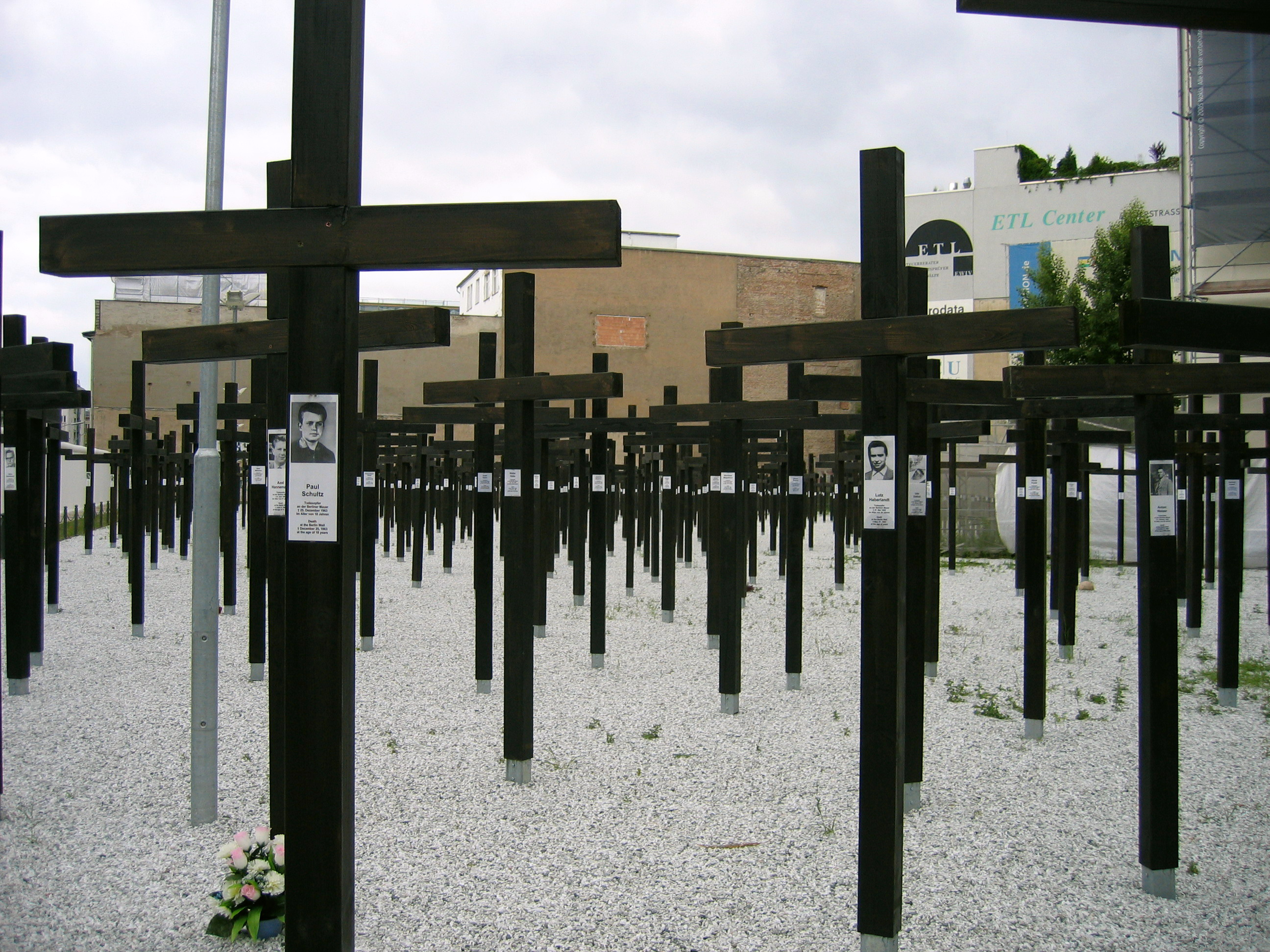
Freiheitsmahnmal, 2005

Das „Mauermuseum – Museum Haus am Checkpoint Charlie“ wurde am 14. Juni 1963 in unmittelbarer Nähe zur Berliner Mauer eröffnet. Es dokumentiert die Geschichte und Geschehnisse der Berliner Mauer, Fluchten und den weltweiten gewaltfreien Kampf für Menschenrechte. Vom 31. Oktober 2004 bis zur Räumung am 5. Juli 2005 stand auf einem gepachteten Gelände das umstrittene Freiheitsmahnmal, eine aus originalen Mauersegmenten neu errichtete weiß gestrichene Mauer und 1067 Gedenkkreuze für die Opfer des DDR-Grenzregimes.
Es werden die Grenzanlage und der „Beistand der Schutzmächte“ veranschaulicht. Gezeigt werden neben Fotos und Dokumentationen geglückter Fluchtversuche auch die Fluchtmittel: Heißluftballons, Fluchtautos, Sessellifte und ein Mini-U-Boot.
Betreiber ist die 1963 gegründete Arbeitsgemeinschaft 13. August e. V. Leiterin des Museums ist Alexandra Hildebrandt, die Witwe des Gründers. Das Museum ist im Haus am Checkpoint Charlie des Architekten Peter Eisenman untergebracht. Das Mauermuseum gehörte mit 850.000 Besuchern im Jahr 2007 zu den meistbesuchten Berliner Museen.

## Freilicht-Galerie undBlackBox Kalter Krieg
Im Sommer 2006 wurde auf dem historischen Gelände des ehemaligen Grenzübergangs eine Open-Air-Ausstellung eröffnet. Seitdem erhalten Besucher entlang der Friedrich-, der Zimmer- und der Schützenstraße kostenlos Auskunft zu drei verschiedenen Themen:
- Die westliche Galeriewand an der Friedrichstraße berichtet von zahlreichen gescheiterten wie geglückten Fluchten am Grenzübergang. Es wird gezeigt, wie der Grenzübergang von 1961 bis 1989 ständig perfektioniert und vom einfachen Kontrollhaus bis hin zur neunspurigen Abfertigungsanlage ausgebaut wurde.
- Die östliche Galeriewand informiert über die Ereignisse am ehemaligen Grenzübergang und thematisiert die Bedeutung des Checkpoint Charlie als symbolischen Ort der internationalen Blockkonfrontation. Die Fotostrecke zeigt unter anderem, wie sich an der Friedrichstraße im Oktober 1961 sowjetische und amerikanische Panzer gegenüberstanden.
- Auf den angrenzenden Galerieflächen in der Zimmerstraße finden Besucher eine Übersicht über die wichtigsten Erinnerungs- und Gedenkorte, authentische Mauerreste, Museen und Dokumentationszentren zum Thema „Deutsche Teilung und Berliner Mauer“.

Die Bildergalerie am Checkpoint Charlie konzipierte das Berliner Forum für Geschichte und Gegenwart e. V. im Auftrag der Senatsverwaltung für Wissenschaft, Forschung und Kultur und wurde vom Berliner Gestaltungsbüro gewerk gestaltet.
Seit 2012 informiert das Ausstellungsareal BlackBox Kalter Krieg auf der Ostseite der Friedrichstraße über die Teilung Deutschlands und Berlins. Das kostenlose Open-Air Areal ist von der Freilicht-Galerie umgeben und liefert zusätzliche Informationen zum historischen Ort der Panzerkonfrontation. Im Mittelpunkt steht die Multimediaausstellung (kostenpflichtig), wo mithilfe von Medienstationen, einem Kino und Original-Exponaten zeitgeschichtliche Ereignisse dokumentiert werden.

## Pläne für die Bebauung der Grenzfläche
Auf dem unbebauten Gelände zwischen Zimmerstraße und Schützenstraße/Mauerstraße, beiderseits der Friedrichstraße, siedelten sich zeitweilig verschiedene touristische Einrichtungen an (siehe: Freilicht-Galerie, Panorama). 2016/2017 begann der Senat von Berlin für den Projektentwickler Trockland die Planung für die vollständige Bebauung der Ostseite mit einem Hotel, sowie Bürogebäuden mit einem integrierten Museum und einer verbleibenden Freifläche auf der Westseite. Dazu fand ein Architektenwettbewerb statt, den der Entwurf der Berliner Architekten Graft/rw+ für das Charlie Living genannte Gebäude-Ensemble zum Wohnen, mit Hotel, Shops, Restaurants gewann.
Die Pläne führten zu einer fachlichen und politischen Diskussion um den angemessenen Umgang mit der Fläche, zudem wurde Kritik an den hinter Trockland stehenden Investoren geäußert. Der ehemalige Kultursenator und Architekturhistoriker Thomas Flierl, die Architektin Theresa Keilhacker, der Landeskonservator Jörg Haspel sowie der Tourismusexperte Christoph Sommer forderten daraufhin, dass das Land Berlin die Flächen über das Vorkaufsrecht in kommunales Eigentum überführen solle, um so die Entwicklung dieses Erinnerungsortes zu steuern. Nachdem das Gelände sowie die anliegenden Brandwände im Juni 2018 vom Landesdenkmalamt Berlin als Denkmalbereich unter Denkmalschutz gestellt wurden,  entschied der Senat im Dezember 2018 zugunsten einer Neuplanung mit verringerter Bebauung und einem Museum auf der Ostseite. Der neue Bebauungsplan wurde Anfang 2020 festgesetzt und beinhaltete nun auf den privaten Grundstücken auch zwei öffentliche Flächen (Fläche für Gemeinbedarf und Stadtplatz). 2022 wurden nach einer Einigung mit dem Insolvenzverwalter und einem potenziellen privaten Käufer die beiden insgesamt ca. 1900 m² großen öffentlichen Flächen an das Land Berlin für einen geschätzten Kaufpreis von 3,56 Millionen Euro übertragen.

## Debatten um den Erinnerungsort
Als Grenzübergang für Diplomaten und ausländische Besucher erlangte der Grenzübergang Checkpoint Charlie zwar international große Bekanntheit, spielte aber in der deutschen Diskussion um die Suche nach einem zentralen Gedenkort Berliner Mauer nur eine nachgeordnete Rolle. So empfahl 2005 ein fraktionsübergreifender Antrag das Brandenburger Tor als Gedenkort an die Mauer und ihre Opfer, 2006 entschied sich schließlich der Berliner Senat in seinem „Gesamtkonzept zur Erinnerung an die Berliner Mauer“ für die Bernauer Straße als zentralen Erinnerungsort.
Die Stadtsoziologin Sybille Frank kritisierte 2011 die mangelnde öffentliche Steuerung des Gedenkortes Checkpoint Charlie:

„[S]ein Beispiel [zeigt] die Entstehung einer Heritage-Industrie abseits geregelter Verfahren. Als ein Ort, der in Reaktion auf die touristische Nachfrage in zahlreichen unverbundenen, zudem miteinander konkurrierenden Einzelaktionen entwickelt wurde, markiert der Checkpoint Charlie ein Handlungsfeld unterschiedlicher privater und öffentlicher Erinnerungsanbieter, die um die Deutungshoheit über den Ort und die mit ihm verbundenen Profite ringen.“

Auch in der Debatte um die städtebauliche Entwicklung zweier Flächen Kreuzung Friedrich- / Zimmerstraße spielte die an diesem Ort angestrebte Erinnerungskultur eine zentrale Frage. So sprach sich etwa die Präsidentin der Berliner Architektenkammer, Theresa Keilhacker 2022 gegen einen Museumsbau an dieser Stelle aus und plädierte dafür „die Wunde des zweiten Weltkrieges, aber auch die Dimensionen der ehemaligen Grenzübergangsstelle“ durch die Freihaltung der Flächen „lesbar“ zu belassen.

## Panorama
Das Panoramabild von Yadegar Asisi über das geteilte Berlin versetzt die Besucher in den Alltag mit der Berliner Mauer an einem fiktiven Herbsttag in den 1980er Jahren. Das alternative Leben in SO 36 in West-Berlin mit seinen Punks, besetzten Häusern, einer Wagenburg oder einem Streichelzoo in Kreuzberg ist völlig getrennt vom Leben in Ost-Berlin – und dennoch nur einen Steinwurf entfernt.

## Medienpräsenz
- Der Checkpoint Charlie ist in der Eröffnungsszene des Martin-Ritt-Films Der Spion, der aus der Kälte kam aus dem Jahr 1965 zu sehen (Hauptdarsteller: Richard Burton).
- Die Spionagekomödie Der Schnüffler mit Dieter Hallervorden aus dem Jahr 1983 beginnt mit einer Taxifahrt von Ost- nach West-Berlin.
- Im Oktober 2007 sendete Das Erste den zweiteiligen Spielfilm Die Frau vom Checkpoint Charlie, dessen Thema die spektakulären Protestaktionen Jutta Flecks am Checkpoint Charlie in den 1980er Jahren sind. Diese Aktionen hatten zeitweise zu diplomatischen Verstimmungen zwischen der Bundesrepublik und der DDR geführt.

## Trivia
Am Grenzübergang von Hyder in Alaska, USA nach Stewart in British Columbia, Kanada befindet sich eine humoristische Nachahmung des Schildes von Checkpoint Charlie mit der Aufschrift Sie verlassen den amerikanischen Sektor in Englisch, Französisch und Deutsch sowie ein Schild mit der Aufschrift Eastern Sektor (Stewart befindet sich tatsächlich östlich von Hyder). Hyder ist der einzige Ort in den USA, der legal ohne jegliche Grenzkontrolle betreten werden kann. Für die Einreise nach Kanada ist jedoch eine Grenzkontrolle nötig; das Schild wurde 2015 als Protest aufgestellt, nachdem die kanadische Verwaltung angekündigt hatte, die Grenzkontrolle nachts zu schließen.